# Cylichna consobrina
Cylichna consobrina är en snäckart. Cylichna consobrina ingår i släktet Cylichna och familjen Cylichnidae. Inga underarter finns listade i Catalogue of Life.